# 堅尼地道 (多倫多)
堅尼地道是加拿大安大略省多倫多及約克區的一條南北向街道，是大多倫多地區兩條主要街道之一（另一條是皇后街）。

## 名稱
該道路以堅尼地家族命名。堅尼地家族是18至19世紀早期前來定居的農戶，湯馬士·萊爾德·堅尼地便是該家族之一員。道路名可能與約翰·堅尼地軍士有關，他隸屬于約克民兵第三團，並獲授予堅尼地道夾艾斯美道處附近的100英畝（0.40平方）土地。但據羅拔·博尼斯（Robert Bonis）稱，該道路是以大衛·湯遜的好友占士·堅尼地命名。

## 路線概述
堅尼地道是士嘉堡三大街道之一，也是士嘉堡商業區的主要街道，沿線有數百家商店。該道路位於多倫多的路段主要是住宅區，有高層公寓樓，但位於羅倫斯東路至雪柏東路北側的路段則以商業廣場及購物中心為主。道路位於士刁士路以北的路段也稱為約克3號區道，穿過萬錦市、惠特徹奇-斯托夫維爾、東格威伯里及佐治拿。道路北端盡頭為閃高湖湖邊夾湖徑東（Lake Drive East）處。
20世紀90年代，堅尼地道在夾士刁士路處附近的路段獲微調，以連接斷開的路段，並在407號省道與第16路之間向東平移300米。從士刁士路向北至麥健時少校徑的路段為四車道，從麥健時少校徑至閃高湖的路段則為兩車道。
堅尼地道位於士刁士路與麥健時少校徑之間的路段，以及位於馬奧尼路（Mahoney Avenue）與湖徑東之間的路段，都有低密度住宅及商業建築。隨着堅尼地道成為萬錦市中心的東部邊界，此處未來的高密度住宅及商業發展蓬勃興起。馬奧尼路與麥健時少校徑之間的堅尼地道路段仍保留有農田及樹林。

## 社區
- 多實公園
- 美麗徑
- 愛靜閣
- 堅尼地公園

## 地標
- 愛靜閣商場（英语：Agincourt Mall）
- 地鐵堅尼地站
- 閃高湖

## 外部連結

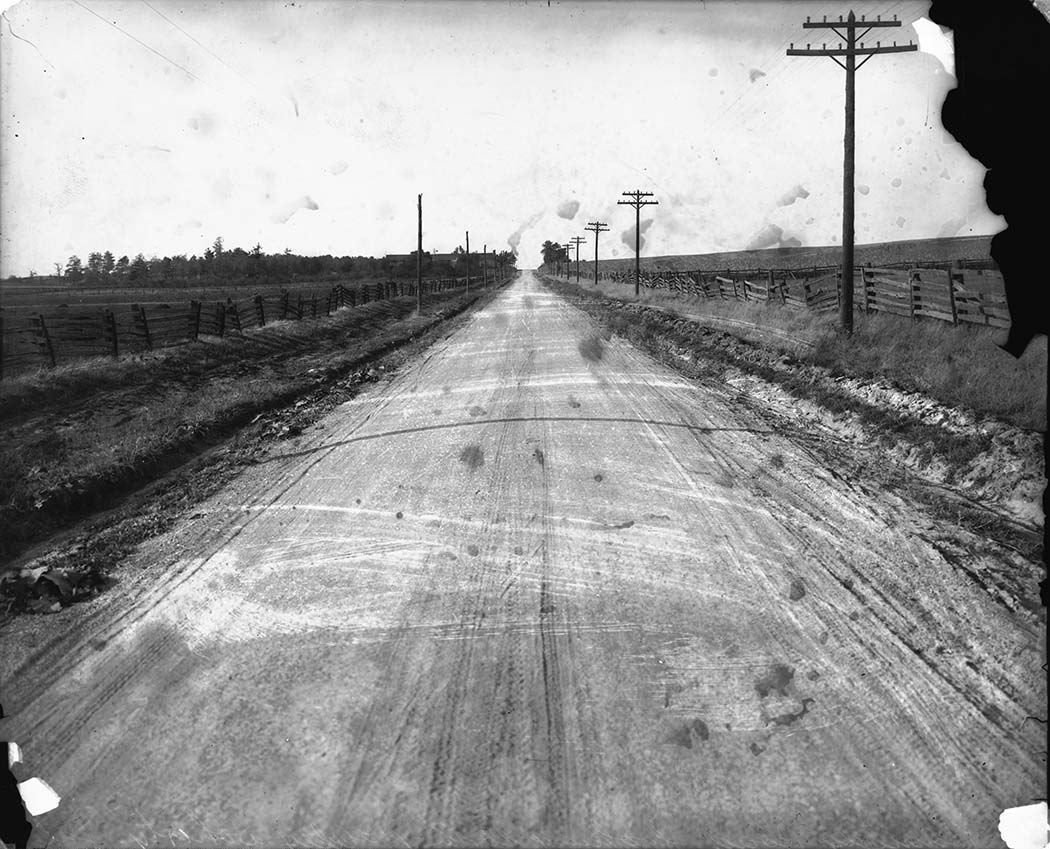
艾斯美道以南的堅尼地道，攝於約1925年

- Kennedy Road Google地图